# Yingzhaoquan
Il Pugilato degli Artigli dell'Aquila (ying chao ch'uan?T, 鹰爪拳S, yīngzhǎoquán?P) è uno stile di arti marziali cinesi del Nord della Cina. È uno stile imitativo (Xiangxingquan) in quanto riproduce le movenze di un'aquila ed è classificato anche come Changquan.
Spesso viene chiamato Scuola degli Artigli dell'Aquila (ying chao pai?T, 鹰爪派S, yīngzhǎopài?P), reso in cantonese con Ying Jow Pai, ma il nome completo dello stile sarebbe Yingzhao Fanziquan (鹰爪翻子拳).

## Storia
Nel trattato Jixiao Xinshu (纪效新书) di Qi Jiguang (戚继光) viene citato lo Yingzhao wang zhe na (鹰爪王之拿, le prese del re degli artigli d'aquila), ma non ci sono prove che vi sia un collegamento con l'attuale Yingzhaoquan.
Carmona racconta che, così come ci è pervenuta, questa scuola è stata trasmessa da Liu Shijun (劉仕俊), un pugile di Xiongxian (雄县) in Hebei, che ha combinato lo Yueshi lianquan (岳氏连拳) con il Fanziquan. 
Essentials of Chinese Wushu riporta che secondo la tradizione le sequenze tradizionali di Artiglio dell'Aquila sarebbero state create da Yue Fei ed in seguito trasmesso dal monaco Li Quan ad un altro monaco, Fa Cheng, che a sua volta lo insegnò a Liu Shijun.
Liu Shijun insegnò a Liu Dekuan (劉德寬), Ji San (紀三), Ji Si (紀四) e Liu Chengyou (劉成有).
Questa scuola si è diffusa nella Jingwu Tiyu Hui ed in varie regioni grazie all'insegnamento di Chen Zizheng (陳子正), allievo di Liu Chengyou.
Chen Zhengyue in uno schema che riproduce il lignaggio dello stile nella prefazione del suo libro, inserisce Dao Ji (道济) e Fa Cheng (法成) come prima generazione, seguiti da Liu Shijun.

## Artigli dell'Aquila
Chen Zhengyue elenca i seguenti atteggiamenti (Shouxing) ad Artiglio di Aquila:
- L'artiglio abbottonato (扣爪T, 扣爪S, kòuzhǎoP, k'ou chaoW);
- L'artiglio diritto (立爪T, 立爪S, lìzhǎoP, li chaoW) ;
- L'artiglio che guarda verso l'alto (仰爪T, 仰爪S, yǎngzhǎoP, yang chaoW) ;
- L'artigli Yin Yang (陰陽爪T, 阴阳爪S, yīnyángzhǎoP, yin yang chaoW).

Gli artigli Yin Yang vengono eseguiti con entrambe le mani, con il palmo che guarda in maniera opposta e sono connessi alle tecniche di Qinna.

### I Metodi degli Artigli
Zhai Jinsheng descrive sette metodi degli artigli (爪法T, 爪法S, zhǎofǎP, ch'ao chaoW):
- artiglio che afferra (抓爪T, 抓爪S, zhuāzhǎoP, ch'ua chaoW) ;
- artiglio che spinge (推爪T, 推爪S, tuīzhǎoP, t'ui chaoW) ;
- artiglio che cattura (拿爪T, 拿爪S, názhǎoP, na chaoW);
- artiglio che piega per rompere (拗爪T, 拗爪S, ǎozhǎoP, ao chaoW) ;
- artiglio che tiene qualcosa in bocca (叼爪T, 叼爪S, diāozhǎoP, tiao chaoW) ;
- artiglio che preme (按爪T, 按爪S, ànzhǎoP, an chaoW) ;
- artiglio dell'aquila (鷹爪T, 鹰爪S, yīngzhǎoP, ying chaoW).

## Le Sequenze

### Taolu a mano nuda
Lo Yingzhaoquan contiene numerosi Taolu. Questo elenco è liberamente ripreso dal CMA Club di Hong Kong:
- Il Pugilato degli otto passi concatenati (old?T, 八步连环拳S, bābùliánhuánquán?P, pa pu lien huan ch'uan?W, lett. "八步連環拳?") (in cantonese Bat bo lin wan kuen);
- I Colpi di Shaolin (old?T, 少林捶S, shǎolínchuí?P, shaolin ch'ui ?W, lett. "少林捶?") (in cantonese Siu lum choi);
- Il Pugilato quattro sei (old?T, 四六拳S, sìliùquán?P, ssu liu ch'uan?W, lett. "四六拳?") (in cantonese Saa lok kuen);
- Il Pugilato delle cinque tigri (old?T, 五虎拳S, wǔhǔquán?P, wu hu ch'uan?W, lett. "五虎拳?") (in cantonese Ng fu kuen);
- Il Pugilato del primo antenato (Taizuquan) (old?T, 太祖拳S, tàizǔquán?P, t'ai tsu ch'uan?W, lett. "太祖拳?") (in cantonese Tai jo kuen);
- I Colpi degli otto passi (old?T, 八步捶S, bābùchuí?P, pa pu ch'ui?W, lett. "八步捶?") (in cantonese Bat bo choi);
- Il Grande palmo cotone (old?T, 大绵掌S, dàmiánzhǎng?P, ta mien chang?W, lett. "大綿掌?") (in cantonese Dai min jeung);
- Il Piccolo palmo cotone (old?T, 小绵掌S, xiǎo miánzhǎng?P, hsiao mien chang?W, lett. "小綿掌?") (in cantonese Sui min jeung);
- Il Grande Pugilato dell'Eroe (old?T, 大雄拳S, dàxióngquán?P, ta hsiung ch'uan?W, lett. "大雄拳?") (in cantonese Dai hung kuen)[10];
- Il Pugilato delle sei coordinazioni (Liuhequan) (old?T, 六合拳S, liùhéquán?P, liu ho ch'uan?W, lett. "六合拳?") (in cantonese Lok hop kuen);
- Il Piccolo Pugilato dell'eroe (old?T, 小雄拳S, xiǎoxióngquán?P, hsiao hsiung ch'uan?W, lett. "小雄拳?") (in cantonese Sui hung kuen);
- Il Leopardo dei cinque fiori (old?T, 五花豹S, wǔhuābào?P, wu hua pao?W, lett. "五花豹?") (in cantonese Ng fa pow);
- Il Grande Otto Lati (old?T, 大八面S, dàbāmiàn?P, ta pa mien?W, lett. "大八面?") (in cantonese Dai bat min);
- Il Piccolo Otto Lati (old?T, 小八面S, xiǎo bāmiàn?P, hsiao pa mien?W, lett. "小八面?") (in cantonese Sui bat min);
- pugilato dello stormo d'oche selvatiche (old?T, 雁行拳S, yànhángquán?P, yen hang ch'uan?W, lett. "雁行拳?") (in cantonese Ngan hang kuen);
- Le Posture scivolate in avanti (old?T, 前溜势S, qiánliūshì?P, ch'ien liu shi?W, lett. "前溜勢?") (in cantonese Qin lau sei);
- Il Pugilato degli Arhat (Luohanquan) (old?T, 罗汉拳S, luóhànquán?P, lo han ch'uan?W, lett. "羅漢拳?") (in cantonese Law horn kuen);
- Il Pugilato del Fiore di Prugno (Meihuaquan) (old?T, 梅花拳S, méihuāquán?P, mei hua ch'uan?W, lett. "梅花拳?") (in cantonese Mui fa kuen);
- Le Sei Cadute dell'Ubriaco (old?T, 醉六躺S, zuìliùtǎng?P, tsui liu t'ang?W, lett. "醉六躺?") (in cantonese Jui lau tong)[11];
- Le Dieci Linee del Pugilato dell'Azione (old?T, 行拳十路S, xíngquánshílù?P, hsing ch'uan shih lu?W, lett. "行拳十路?") (in cantonese Hang kuen 10 lo);
- Le Cinquanta linee del pugilato continuo (old?T, 连拳五十路S, liánquánwǔshílù?P, wade?W, lett. "連拳五十路?") (in cantonese Lin kuen 50 lo).

### Taolu con armi
Queste sono le sequenze con armi citate dal CMA Club:
- bastone delle sopracciglia (齊眉棍T, 齐眉棍S, qíméigùnP, chi mei kunW) (in cantonese Chai mei quan);
- bastone dell'abilità di essere invisibile (奇門棍T, 奇門棍S, qíméngùnP, chi men kunW) (in cantonese Kaa moon quan);
- sciabola singola del fiore di prugno (梅花單刀T, 梅花单刀S, méihuādāndāoP, mei hua tan taoW) (in cantonese Mui fa don do);
- sciabola singola concatenata (連環單刀T, 连环单刀S, liánhuándāndāoP, lian huan tan taoW) (in cantonese Lin wan don do);
- sciabola singola delle sei armonie (六合單刀T, 六合单刀S, liùhédāndāoP, liu ho tan taoW) (in cantonese Lok hop don do);
- sciabola singola delle cinque scimmie (五侯單刀T, 五侯单刀S, wǔhóudāndāoP, wu hou tan taoW) (in cantonese Ng hau dai do);
- doppie sciabole dei fiocchi di neve (雪片雙刀T, 雪片双刀S, xuěpiànshuāngdāoP, hsueh p'ian shuang taoW) (in cantonese Seut pin seung do);
- doppie sciabole del fiore di prugno (梅花雙刀T, 梅花双刀S, méihuāshuāngdāoP, mei hua shuang taoW) (in cantonese Mui fa seung do);
- doppie sciabole delle cadute (地躺雙刀T, 地躺双刀S, dìtǎngshuāngdāoP, ti t'ang shuang taoW) (in cantonese Day tong seung do);
- spada della grande concatenazione (大連環劍T, 大连环剑S, dàliánhuánjiànP, da lian huan chienW) (in cantonese Dai lin wan gim);
- spada della piccola concatenazione (小連環劍T, 小连环剑S, xiǎoliánhuánjiànP, shao lian huan chienW) (in cantonese Sui li nwan gim);
- alabarda delle primavere e degli autunni (春秋大刀T, 春秋大刀S, chūnqiūdàdāoP, ch'un chiu ta taoW) (in cantonese Chung chow dai do);
- alabarda delle quattro porte (四門大刀T, 四门大刀S, sìméndàdāoP, szu men ta taoW) (in cantonese Saa moon dai do);
- lancia del fiore di prugno (梅花槍T, 梅花枪S, méihuāqiāngP, mei hua chiangW) Mui fa cheung);
- lancia degli arhat (羅漢槍T, 罗汉枪S, luóhànqiāngP, luo han chiangW) (in cantonese Law horn cheung);
- lancia delle sei armonie (六合槍T, 六合枪S, liùhéqiāngP, liu he chiangW) (in cantonese Lok hop cheung);
- lancia concatenata (連環槍T, 连环枪S, liánhuánqiāngP, lian huan chiangW) (in cantonese Lin wan cheung);
- grande lancia delle sei coordinazioni (六合大槍T, 六合大枪S, liùhédàqiāngP, liu he chiangW) (in cantonese Lok hop dai cheung).

### Duilian
Sempre il CMA Club, riporta un certo numero di esercizi in coppia che vengono chiamati Duichai (對拆, abbattere in coppia ). Sempre nel sito di questa organizzazione è fornita la traslitterazione Cantonese che però in alcuni punti differisce, infatti in alcuni nomi a Chuan (串) viene preferito Doi (Dui).
- doppie sciabole che prendono contatto con la lancia (雙刀串槍T, 双刀串枪S, shuāngdāochuànqiāngP, shuang tao chuan ch'iangW) (in cantonese Seung do doi cheung);
- alabarda che prende contatto con la lancia (大刀串槍T, 大刀串枪S, dàdāochuànqiāngP, ta tao chuan ch'iangW) (in cantonese Dai do doi cheung);
- abbattere la lancia che afferra la tigre  (捕虎槍拆T, 捕虎枪拆S, bǔhǔqiāngchāiP, pu hu ch'iang chaiW) (in cantonese Bu fu cheung chaat);
- 108 mani (一零八手T, 一零八手S, yīlíngbāshǒuP, i ling pa shouW) (in cantonese Yat ling bat sau);
- bastone a tre sezioni che prende contatto con la lancia (三節棍串槍T, 三节棍串枪S, sānjiégùnchuànqiāngP, san chieh kun chuan ch'iangW) (in cantonese Sam jeet quan doi cheung);
- abbattere il pugilato del drago a terra  (地龍拳拆T, 地龙拳拆S, dìlóngquánchāiP, ti lung ch'uan chaiW) (in cantonese Dei lung kuen chaat);
- palmo cotone in coppia  (對綿掌T, 对绵掌S, duìmiánzhǎngP, tui mian changW) (in cantonese Doi min jeung);
- sciabola singola che prende contatto con la lancia (單刀串槍T, 单刀串枪S, dāndāochuànqiāngP, tan tao chuan ch'iangW) (in cantonese Don do doi cheung);
- sciabola singola e gruccia che prende contatto con il bastone a tre sezioni (單刀柺串三節棍T, 单刀枴串三节棍S, dāndāoguǎichuànsānjiégùnP, tan tao kuai chuan san chieh kunW) (in cantonese Don doi kwai doi cheung).

## Shaolin Yingzhaoquan
Il libro Shaolin Shisan Lu Yingzhaoquan descrive tredici sequenze di Yingzhaoquan, di cui non spiega la provenienza.
In Cina è stato prodotto un DVD dal titolo Shaolin Yingzhaoquan che ricollega questo ramo al Fanziquan, affermando nella copertina che in origine si chiamava Yingzhao Fanzi Xingquan (鹰爪翻子行拳) o Yingzhao Xingquan (鹰爪行拳) o Yingzhao Lianquan (鹰爪连拳).
Un altro DVD sull'argomento è stato dimostrato da Wang Haiying.

## L'Yingzhaoquan in altri stili
- Anche Du Xinwu, famoso esperto di Ziranmen, ha tramandato un Taolu di Yingzhaoquan[15].
- Una forma con questo nome compare nell'elenco dei Taolu insegnati nel Fojiaquan delle contee di Fengkaixian (封开县) e di Xinxingxian (新兴县).